# Gweta
Gweta é uma vila localizada no Distrito Central em Botswana. Possuía, em 2011, uma população estimada de 5 304 habitantes.